# Pablo Reyes (cyclisme)
Pour les articles homonymes, voir Reyes.
Pablo Reyes, né le 26 janvier 1994, est un coureur cycliste dominicain.

## Biographie
En 2022, Pablo Reyes se classe notamment cinquième d'une étape de la Vuelta a la Independencia Nacional. L'année suivante, il connait la consécration en devenant champion de République dominicaine sur route. Il s'agit de sa plus grande victoire. 

## Palmarès et résultats

### Par année
- 2020
  - 3e du Clásico León Ureña
- 2023
  -  Champion de République dominicaine sur route
  - 2e du championnat de République dominicaine du contre-la-montre
- 2024
  - 3e du championnat de République dominicaine du contre-la-montre

### Classements mondiaux
| Année            | 2023 |
| ---------------- | ---- |
| UCI America Tour | 108e |